# Mistrzostwa Świata Juniorek w Hokeju na Lodzie 2015/I Dywizja
Mistrzostwa Świata Juniorek w Hokeju na Lodzie I Dywizji 2015 odbyły się we francuskim Vaujany w dniach 4–10 stycznia 2015.
Do mistrzostw pierwszej dywizji przystąpiło 6 zespołów, które walczyły w jednej grupie systemem każdy z każdym. Zwycięzca turnieju awansował do mistrzostw świata elity w 2016 roku, zaś najsłabsza drużyny spadła do kwalifikacji pierwszej dywizji.
Hala, w której odbywały się rozgrywki to:
- Vaujani Arena (Vaujany)

## Sędziowie
Sędziowie główni
| - Maria Raabye Fuchsel - Sintija Greiere - Maija Kontturi - Vanessa Morin | Liniowi: - Magali Anex - Loise Lybak Larsen - Ekaterina Mihaleva - Michaela Stefkova - Sueva Torribio Rousselin - Julia Tschirner - Helga Tschorner |

## Wyniki
Godziny podane w czasie lokalnym (UTC+01:00)
| 4 stycznia 2015 | Austria | 0:2 | Węgry | Vaujani Arena, Vaujany |

| Szczegóły      | Szczegóły | Szczegóły       | Szczegóły | Szczegóły  |
| -------------- | --------- | --------------- | --------- | ---------- |
| Godzina: 12:00 |           | (0:0, 0:1, 0:1) |           | Widzów: 70 |

| 4 stycznia 2015 | Norwegia | 1:2 k. | Francja | Vaujani Arena, Vaujany |

| Szczegóły      | Szczegóły | Szczegóły                 | Szczegóły | Szczegóły   |
| -------------- | --------- | ------------------------- | --------- | ----------- |
| Godzina: 15:30 |           | (0:0, 1:1, 0:0, 0:0, 0:1) |           | Widzów: 422 |

| 4 stycznia 2015 | Słowacja | 7:3 | Niemcy | Vaujani Arena, Vaujany |

| Szczegóły      | Szczegóły | Szczegóły       | Szczegóły | Szczegóły  |
| -------------- | --------- | --------------- | --------- | ---------- |
| Godzina: 19:00 |           | (1:1, 3:0, 3:2) |           | Widzów: 95 |

| 5 stycznia 2015 | Węgry | 0:3 | Norwegia | Vaujani Arena, Vaujany |

| Szczegóły      | Szczegóły | Szczegóły       | Szczegóły | Szczegóły   |
| -------------- | --------- | --------------- | --------- | ----------- |
| Godzina: 15:30 |           | (0:0, 0:1, 0:2) |           | Widzów: 114 |

| 5 stycznia 2015 | Francja | 8:3 | Słowacja | Vaujani Arena, Vaujany |

| Szczegóły      | Szczegóły | Szczegóły       | Szczegóły | Szczegóły   |
| -------------- | --------- | --------------- | --------- | ----------- |
| Godzina: 19:00 |           | (2:0, 3:1, 3:2) |           | Widzów: 318 |

| 6 stycznia 2015 | Niemcy | 6:2 | Austria | Vaujani Arena, Vaujany |

| Szczegóły      | Szczegóły | Szczegóły       | Szczegóły | Szczegóły   |
| -------------- | --------- | --------------- | --------- | ----------- |
| Godzina: 19:00 |           | (1:1, 4:0, 1:1) |           | Widzów: 264 |

| 7 stycznia 2015 | Węgry | 7:1 | Słowacja | Vaujani Arena, Vaujany |

| Szczegóły      | Szczegóły | Szczegóły       | Szczegóły | Szczegóły  |
| -------------- | --------- | --------------- | --------- | ---------- |
| Godzina: 12:00 |           | (3:1, 2:0, 2:0) |           | Widzów: 40 |

| 7 stycznia 2015 | Austria | 2:3 | Norwegia | Vaujani Arena, Vaujany |

| Szczegóły      | Szczegóły | Szczegóły       | Szczegóły | Szczegóły  |
| -------------- | --------- | --------------- | --------- | ---------- |
| Godzina: 15:30 |           | (2:0, 0:0, 0:3) |           | Widzów: 74 |

| 7 stycznia 2015 | Francja | 4:3 | Niemcy | Vaujani Arena, Vaujany |

| Szczegóły      | Szczegóły | Szczegóły       | Szczegóły | Szczegóły   |
| -------------- | --------- | --------------- | --------- | ----------- |
| Godzina: 19:00 |           | (2:0, 1:1, 1:2) |           | Widzów: 479 |

| 8 stycznia 2015 | Norwegia | 5:4 k. | Słowacja | Vaujani Arena, Vaujany |

| Szczegóły      | Szczegóły | Szczegóły                 | Szczegóły | Szczegóły   |
| -------------- | --------- | ------------------------- | --------- | ----------- |
| Godzina: 14:00 |           | (1:1, 2:2, 1:1, 0:0, 1:0) |           | Widzów: 173 |

| 9 stycznia 2015 | Niemcy | 7:0 | Węgry | Vaujani Arena, Vaujany |

| Szczegóły      | Szczegóły | Szczegóły       | Szczegóły | Szczegóły   |
| -------------- | --------- | --------------- | --------- | ----------- |
| Godzina: 15:30 |           | (1:0, 3:0, 3:0) |           | Widzów: 182 |

| 9 stycznia 2015 | Francja | 5:1 | Austria | Vaujani Arena, Vaujany |

| Szczegóły      | Szczegóły | Szczegóły       | Szczegóły | Szczegóły   |
| -------------- | --------- | --------------- | --------- | ----------- |
| Godzina: 19:00 |           | (3:0, 0:0, 2:1) |           | Widzów: 176 |

| 10 stycznia 2015 | Niemcy | 1:2 | Norwegia | Vaujani Arena, Vaujany |

| Szczegóły      | Szczegóły | Szczegóły       | Szczegóły | Szczegóły   |
| -------------- | --------- | --------------- | --------- | ----------- |
| Godzina: 12:00 |           | (0:0, 0:1, 1:1) |           | Widzów: 172 |

| 10 stycznia 2015 | Słowacja | 3:1 | Austria | Vaujani Arena, Vaujany |

| Szczegóły      | Szczegóły | Szczegóły       | Szczegóły | Szczegóły   |
| -------------- | --------- | --------------- | --------- | ----------- |
| Godzina: 15:30 |           | (1:0, 2:1, 0:0) |           | Widzów: 187 |

| 10 stycznia 2015 | Węgry | 1:2 | Francja | Vaujani Arena, Vaujany |

| Szczegóły      | Szczegóły | Szczegóły       | Szczegóły | Szczegóły   |
| -------------- | --------- | --------------- | --------- | ----------- |
| Godzina: 19:00 |           | (1:0, 0:1, 0:1) |           | Widzów: 730 |

Tabela
| Lp. | Zespół   | M | Z | Zd | Pd | P | G+ | G- | +/− | Pkt |
| --- | -------- | - | - | -- | -- | - | -- | -- | --- | --- |
| 1.  | Francja  | 5 | 4 | 1  | 0  | 0 | 21 | 9  | +12 | 14  |
| 2.  | Norwegia | 5 | 3 | 1  | 1  | 0 | 14 | 9  | +5  | 12  |
| 3.  | Słowacja | 5 | 2 | 0  | 1  | 2 | 18 | 24 | –6  | 7   |
| 4.  | Niemcy   | 5 | 2 | 0  | 0  | 3 | 20 | 15 | +5  | 6   |
| 5.  | Węgry    | 5 | 2 | 0  | 0  | 3 | 10 | 13 | –3  | 6   |
| 6.  | Austria  | 5 | 0 | 0  | 0  | 5 | 6  | 19 | –13 | 0   |

    = awans do elity     = pozostanie w I dywizji, grupy A     = spadek do kwalifikacji I dywizji
Statystyki indywidualne
- Klasyfikacja strzelców:  Estrelle Duvin – 9 bramek
- Klasyfikacja asystentów:  Alexane Jeanpierre – 6 asyst
- Klasyfikacja kanadyjska:  Estrelle Duvin – 13 pkt.
- Klasyfikacja +/−:  Alexane Jeanpierre – +7
- Klasyfikacja skuteczności interwencji bramkarzy:  Emilie Kristiansen – 95,45%
- Klasyfikacja średniej goli straconych na mecz bramkarzy:  Emilie Kristiansen – 1,22 bramki na mecz

Nagrody indywidualne
Dyrektoriat turnieju wybrał trójkę najlepszych zawodników na każdej pozycji:
- Bramkarz:  Emilie Kristiansen
- Obrońca:  Lenka Čurmová
- Napastnik:  Estrelle Duvin